# David Simango
Ne doit pas être confondu avec Daviz Simango.
 (juin 2024).
David Simango est un homme politique mozambicain. Il est membre du FRELIMO.

## Carrière
David Simango a été gouverneur de la province de Niassa de 2000 à 2005,. Il a ensuite été ministre de la Jeunesse et des Sports de 2005 à 2008,. En 2008, Simango a été élu maire de Maputo. Il a été réélu maire en 2013.